# Hà Văn Pẩu
Hà Văn Pẩu là một tên tội phạm tâm thần người Việt Nam, người đã phân xác, nấu và ăn thịt một bé gái 6 tuổi vào năm 2008.

## Lý lịch
Hà Văn Pẩu sinh năm 1974 ở thôn Cốc Sáng, xã Đồng Giáp, huyện Văn Quan, tỉnh Lạng Sơn. Anh trai của Pẩu là Hà Văn Đoàn. Từ nhỏ, Pẩu đã có dấu hiệu mắc bệnh tâm thần phân liệt thể paranoid, liên tục lặp lại tiếng la hét, chửi bới, đánh chửi dọa giết những người trong thôn. Anh từng được gia đình hai lần đưa xuống bệnh viện tâm thần điều trị lần lượt vào tháng 5 năm 1999 và tháng 4 năm 2000. Pẩu đã kết hôn nhưng không có con do mắc chứng yếu sinh lý. Vợ anh sau đó đã bỏ anh đi theo một người đàn ông khác. Theo lời kể của Pẩu, trong mơ anh đã được báo rằng muốn chữa bệnh sinh lý của mình thì phải giết một đứa bé để "thế mạng".

## Vụ giết người
Nhà hàng xóm của Pẩu cách 200m qua một vách ngăn, là gia đình hai vợ chồng và một bé gái 6 tuổi tên Hoàng Thị Duyên. Duyên là hàng xóm với nhà Pẩu nên em thường xuyên qua chơi với con gái ruột Hà Văn Đoàn, anh trai Pẩu. Chiều ngày 18 tháng 1 năm 2008, trong khi hai bé gái đang chơi trong sân vườn nhà Pẩu, Pẩu lững thững từ bếp bước vào với con dao quắm trên tay. Anh lượn đi lượn lại mấy vòng sau lưng rồi bất ngờ túm tóc Duyên, dùng mặt sau của con dao quắm đánh mạnh vào gáy khiến cô bé ngất lịm. Thấy chú mình lên cơn điên, cháu gái hốt hoảng chạy đến báo bố mình ra can. Trong khi đó, Pẩu túm tóc bé gái nhấc lên mang vào nhà, miệng lẩm bẩm giống tiếng chửi bới.
Nghe con báo tin, Đoàn liền chạy về nhà can ngăn nhưng bị gạt ra trước thân hình cao lớn lừng lững của Pẩu. Ngã chúi xuống nền đất, anh đã nghe thấy tiếng la thất thanh kêu cứu của Duyên khi tỉnh lại. Anh liền nén cơn đau lao vào vật lộn với em trai để cứu cháu bé, nhưng bị Pẩu chém một nhát vào đầu, một nhát vào tay. Đoàn đã bỏ chạy sang nhà hàng xóm gần đó và ngất xỉu, chỉ kịp báo tin bé Duyên bị Pẩu lên cơn bắt đi. Một nhóm người trong làng đã nhanh chóng đưa anh Đoàn đến bệnh viện cấp cứu, số còn lại tập trung đông đức trước nhà Pẩu. Pẩu lúc này đóng kín cửa, tay cầm dao thách thức bất cứ ai bước vào sẽ bị anh chém chết. Do nhận thấy tính chất manh động của Pẩu, người dân đã báo cáo sự việc cho chính quyền địa phương. Lực lượng dân quân xã cùng cảnh sát 113 công tỉnh Lạng Sơn lập tức được cử tới để giải cứu cháu Duyên, vây bắt hung thủ. Theo lời kể của dân làng, lực lượng hành pháp có mặt ngày hôm đó rất đông, liên tục rầm rộ tiếng còi rú, xe chạy. Nhiều người cũng tụ tập dọc ven đường, trước cửa ủy ban xã để theo dõi vụ việc.
Sau khi biết Pẩu là một tên liều lĩnh, có sức khoẻ, lại biết vài miếng võ, có “biệt tài” từng xát cả một bát ớt tươi vào mặt, vào mắt mà không hề hấn gì nên công an và chính quyền địa phương bàn bạc phương án tác chiến một cách cẩn thận, tỉ mẩn. Đến khoảng 9h tối, lực lượng chức năng thực hiện vây bắt tên Pẩu. Biết mình bị bao vây, nhưng Pẩu vẫn ngoan cố nép vào dưới bàn thờ trốn trong nhà, vừa chửi bới vừa thách thức sẽ chém chết nếu ai dám bước vào nhà. Bát đĩa, ấm chén, bàn ghế có ở trong nhà đều được hắn ném tứ tung ra đám đông bên ngoài. Tay hắn cầm một con dao quắm sắc nhọn, không ai dám vào gần. Trưởng thôn khuyên giải bằng Tiếng Tày thì Pẩu chửi lại bằng tiếng Tày; bà con khuyên bằng tiếng Nùng hắn cũng chửi bới lại tiếng Nùng; công an kêu gọi đầu hàng bằng tiếng Kinh, Pẩu cũng nói vọng lại thách thức bằng tiếng Kinh..
Biết không thể thuyết phục được gã điên, phương án cuối cùng được thực hiện: Hàng chục chiến sĩ công an âm thầm áp sát ngôi nhà vừa xịt hơi cay, vừa ném lựu đạn khói nhằm khiến Pẩu bất tỉnh. Nền nhà trắng xoá bởi hơi cay, thế nhưng tên Pẩu chưa đầu hàng. Hắn như con chó hoang lồng lộn, tay cầm con dao, rồi dùng hết sức mình đạp cửa chạy thoát ra ngoài. Nhanh như gió, hắn lao ra ngoài sân rồi nhảy bổ qua bờ rào, chạy thục mạng vào sâu trong rừng. Gã tâm thần nhanh và mạnh đến mức một chiến sĩ cảnh sát bị hắn đụng phải khiến rơi súng ra khỏi tay.
Chính quyền địa phương lo lắng, dùng loa công cộng thông báo tên Pẩu đã bị chạy thoát, đề nghị bà con đề phòng. Chưa thấy an tâm, chính quyền địa phương cắt cử mỗi thôn  hai đồng chí dân quân đến tận nhà người dân để thông báo tên Pẩu chưa bắt được, đề nghị tối hôm đó gia đình thấy có người lạ kêu mở cửa thì đừng mở. Biết tin tên Pẩu đã trốn vào rừng, cả làng bản ai nấy đều bàng hoàng lo sợ, cả đêm ai nấy đều đóng kín cửa không dám ra ngoài.
Những cán bộ chiến sĩ tham gia vụ án và những người chứng kiến cảnh tượng trong ngôi nhà của Pẩu hôm đó không ai là không khóc. Họ khóc vì biết cố gắng giải cứu cháu bé của họ cuối cùng đã thất bại, vì thương bé gái 6 tuổi phải chịu một cái chết đớn đau. Tối hôm đó trời lạnh căm căm, mưa phùn lất phất bay. Tại hiện trường trong ngôi nhà tên Pẩu là cảnh rùng rợn. Cháu bé đã bị gã điên xẻ ra làm nhiều mảnh, phần đựng trong xô, phần được chôn dưới đất, phần được gã điên nấu lên… ăn. Cả đêm ròng rã, bộ phận khám nghiệm tử thi đã thu thập lại các bộ phận rời rạc, sắp xếp lại đúng vị trí trên cơ thể, dùng vải trắng cuốn lại rồi giao gia đình mai táng. Gia đình cháu bé thì không khóc được. Trước cảnh tượng ấy người thân của nạn nhân chỉ biết ngất xỉu. Cũng đúng thôi vì vụ án ghê rợn đến mức vượt quá sức tưởng tượng của con người. Thông tin vụ án lan rộng khắp tỉnh Lạng Sơn và cả vạn người nghe chuyện, không ai là không rơi lệ.
Sau khi trốn thoát vào rừng sâu, không chịu được cảnh đói rét, khoảng gần 9h sáng hôm sau Pẩu tự quay trở về bản. Thấy Pẩu lững thững với một chiếc áo cộc đi qua cánh đồng, một người dân đã nhanh chóng báo cho công an canh trực. Sau một hồi vật lộn, công an đã tóm gọn tên Pẩu.
Tại cơ quan công an, khi được hỏi cung sau khi bị bắt, Pẩu có biểu hiện tâm thần và khai lung tung như: "Vào năm 1993, bố mẹ và bác của cháu D đã hại chết bố mẹ tôi, sau đó đóng giả làm bố mẹ tôi. Bố mẹ hiện nay của tôi là giả". Hắn còn cho rằng: "Bản thân tôi bị mắc bệnh đau đầu, đau bụng và liệt dương". Khi được hỏi lí do giết bé D, hắn cho rằng hàng đêm hắn thường mơ thấy "bề trên" là “thiên sứ trên trời” xui hắn phải giết một người và ăn thịt thì bệnh đau đầu, đau bụng và yếu sinh lí của hắn mới khỏi.